# Vichuquén Airport
Vichuquén Airport är en flygplats i Chile.   Den ligger i provinsen Provincia de Curicó och regionen Región del Maule, i den södra delen av landet, 210 km sydväst om huvudstaden Santiago de Chile. Vichuquén Airport ligger 93 meter över havet.
Terrängen runt Vichuquén Airport är kuperad österut, men åt sydväst är den platt. Havet är nära Vichuquén Airport åt nordväst. Runt Vichuquén Airport är det glesbefolkat, med 17 invånare per kvadratkilometer.. 
I omgivningarna runt Vichuquén Airport växer i huvudsak städsegrön lövskog.